# Lucky Break
Pour plus de détails, voir Fiche technique et Distribution.
Lucky Break est un film britannique réalisé par Peter Cattaneo, sorti en 2001.

## Synopsis
Des détenus préparent une comédie musicale. Dans le secret, ils planifient en fait leur évasion.

## Fiche technique
- Titre : Lucky Break
- Réalisation : Peter Cattaneo
- Scénario : Ronan Bennett d'après la comédie musicale Nelson: The Musical de Stephen Fry
- Musique : Anne Dudley
- Photographie : Alwin H. Küchler
- Montage : David Gamble
- Production : Peter Cattaneo et Barnaby Thompson
- Société de production : FilmFour, Fragile Films, Miramax et Senator Film Produktion
- Société de distribution : Bac Films (France)
- Pays de production :  Royaume-Uni,  Allemagne et  États-Unis
- Genre : Comédie
- Durée : 107 minutes
- Dates de sortie : 
  - Royaume-Uni : 24 août 2001
  - France : 30 juillet 2003

## Distribution
- James Nesbitt : James « Jimmy » Hands / Lord Nelson dans la comédie musicale
- Olivia Williams : Annabel Sweep / Lady Hamilton dans la comédie musicale
- Timothy Spall : Cliff Gumbell
- Bill Nighy : Roger « Rog » Chamberlain / le roi George III dans la comédie musicale
- Lennie James : Rudy « Rud » Guscott / Hardy dans la comédie musicale
- Ron Cook : M. Perry, le garde
- Frank Harper : John Toombes
- Raymond Waring : Darren
- Christopher Plummer : Graham Mortimer
- Julian Barratt : Paul Dean
- Peter Wight : l'officier George Barratt
- Celia Imrie : Amy Chamberlain
- Peter McNamara : Ward
- Andy Linden : Kenny
- Ram John Holder : le vieux Billy Morris
- John Pierce Jones : Mad Lenny
- Desmond McNamara : Arthur
- Ofo Uhiara : Wayne Wayne
- Brian Abbott : l'officier Phillips
- Annette Bentley : Julie Gumbell
- William Howe : Ritchie Gumbell

## Accueil
Le film a reçu un accueil mitigé de la critique. Il obtient un score moyen de 48 % sur Metacritic.